# Marvin Wijks
Marvin Wijks (* 11. Mai 1984 in Paramaribo, Suriname; † 27. Februar 2025) war ein niederländischer Fußballspieler. Der Stürmer stand zuletzt beim VV Sint Bavo unter Vertrag.

## Karriere
Wijks spielte in der Jugend bei Sparta Rotterdam. Sein Profidebüt gab er ebenfalls bei Sparta im Spiel der Eredivisie gegen ADO Den Haag, am 4. Dezember 2005. Dies war sein einziges Spiel für Sparta Rotterdam im Profibereich, bevor er zum HFC Haarlem in die Eerste Divisie, der zweithöchsten Liga in den Niederlanden wechselte. Sein erstes Tor für Haarlem schoss er am 29. September 2006 gegen AGOVV Apeldoorn.
Am 30. Mai 2009 wurde Wijks’ Vertrag um zwei weitere Jahre bis 2011 verlängert. Im Februar 2010 ging der HFC Haarlem jedoch in Konkurs, sodass der Stürmer bis zur Sommerpause ohne Verein war.
Im Sommer 2010 unterschrieb er dann beim vom Niederländer Ruud Kaiser trainierten Regionalligisten 1. FC Magdeburg einen Vertrag über zwei Jahre. Nach dem Saisonende 2010/2011 wurde Wijks jedoch mitgeteilt, dass der Verein nicht mehr mit ihm plane. Daher wurde der Vertrag im August 2011 vorzeitig aufgelöst.
Ende August unterschrieb Wijks einen Vertrag beim Regionalligaaufsteiger VfB Germania Halberstadt.
Seit der Saison 2012/13 spielte Wijks wieder in den Niederlanden. Zunächst spielte er beim Zweitligisten FC Emmen, bei welchem er sich als Stammspieler durchsetzen konnte. Dennoch wechselte er im Sommer 2013 in die 4. niederländische Liga zu den Rijnsburgse Boys, wo er insgesamt 4 Jahre unter Vertrag stand, bevor er im Jahr 2017 zum VVSB in die dritte Liga wechselte. Im Sommer 2018 beendete er seine aktive Karriere.

## Tod
Wijks starb am 27. Februar 2025 an den Folgen einer Hirnblutung.